# Whisnant Nunatak
Whisnant Nunatak är en nunatak i Antarktis. Den ligger i Östantarktis. Australien gör anspråk på området. Toppen på Whisnant Nunatak är 87 meter över havet.
Terrängen runt Whisnant Nunatak är platt åt nordost, men åt sydväst är den kuperad. Trakten är obefolkad. Det finns inga samhällen i närheten.